# Калкулатор
 Тази статия е за електронния калкулатор.  За механичния вижте Сметачна машина.  
Електронният калкулатор представлява усъвършенствана преносима сметачна машина, с помощта на която могат да се извършват математически изчисления. Някои нови научни калкулатори поддържат и „символна математика“. Възможните изчисления зависят преди всичко от самия калкулатор.
Практически всички съвременни калкулатори използват електронни схеми и LCD дисплеи за извеждане на резултата. Захранването най-често се състои от батерия или слънчева клетка.
Калкулаторите биват вграждани и в други уреди: мобилни телефони, ръчни часовници, PDA. Елементарни калкулатори биват често раздавани като рекламни материали.

## История
Механични калкулатори с клавиши или ръчка се ползват широко в САЩ през 1920-те и 1930-те години, като най-известните производители са Burroughs, Marchant Calculating Machine Company, Felt & Tarrant Manufacturing Company, Monroe Calculating Machine Company и Remington Rand
Първият електрически калкулатор Model 14-А е създаден на базата на електрически релета от японската фирма Casio и се е вграждал в бюро.
Първият изцяло електронен калкулатор на базата на електронни вакуумни елементи е британският „комптометър“ ANITA, създаден през 1961 г., следващият е италианският IME, трети са японските електронни калкулатори на Casio и Sharp, а четвърта в света е България с разработения през 1965 г. български електронен калкулатор с германиеви транзистори Елка-6521, включващ за първи път в света функцията „корен квадратен“ .
В периода 1969 – 1970 японските фирми Compucorp, Sanyo, Sharp и Canon усъвършенстват калкулаторите на базата на използването на интегрални схеми (чипове), светодиодни индикации и принтери. Те разполагат с повече функции от стандартните четири основни математически действия. С HP-35 на Hewlett-Packard от 1972 се слага началото и на научните (инженерните) калкулатори.

## В България
В България е разпространено и популярното наименование „елка“ – акроним от „електронен калкулатор“, свързан с името на серията електронни калкулатори Елка-22, произвеждани в ДСО ИЗОТ.